# Едгарс Ринкевичс
Едгарс Ринкевичс (на латвийски: Edgars Rinkēvičs) е латвийски общественик и политик, 11-и президент на Латвия (от юли 2023 г.). Преди това е бил министър на външните работи на Латвия от 2011 г. до 2023 г., и ръководител на канцеларията на президента на Латвия като държавен секретар на Министерството на отбраната, както и депутат в Саейма.

## Биография
Роден е на 21 септември 1973 г. в Юрмала, Латвийска ССР, СССР. През 1991 г. завършва средно образование. През 1995 г. завършва висше образование, факултета по история и философия на Латвийския университет. През същото време, през 1994 и 1995 г., той учи политически науки и международни отношения в Гронингенския университет в Холандия, за което получава сертификат през 1995 г.